# إدغار تشادويك
إدغار تشادويك (بالإنجليزية: Edgar Chadwick)‏ (1 مارس 1891 في المملكة المتحدة - 1963 في المملكة المتحدة) هو مدرب كرة قدم ولاعب كرة قدم بريطاني (وحمل سابقاً جنسية المملكة المتحدة لبريطانيا العظمى وأيرلندا) في مركز مهاجم داخلي. لعب مع بلاكبيرن روفرز وClitheroe F.C. ‏ وLancaster City F.C. ‏ ونادي نيلسون وأكرينجتون ستانلي ‏ وباك أب بورو ‏ ونادي موركامب وGreat Harwood F.C. ‏.